# Луцій Плавцій Веннон (консул 330 року до н. е.)
Лу́цій Пла́вцій Венно́́н (лат. Lucius Plautius L.f. L.n. Venno, ? — після 330 до н. е.) — військовий та політичний діяч Римської республіки, консул 330 року до н. е.

## Життепис
Походив із плебейського роду Плавціїв. Батько Луція Плавція Веннона, консула 318 року до н. е. Про молоді роки мало відомостей. У 330 році до н. е. його обрано консулом, разом з Луцієм Папірієм Крассом. Воював проти міст вольсків Привернума (нині Приверно) та Фундан. За завоювання цих міст отримав тріумф. Подальша його доля невідома.

## Родина
- син Луцій Плавцій Веннон, консул 318 року до н. е.